# مونتي تيتانو

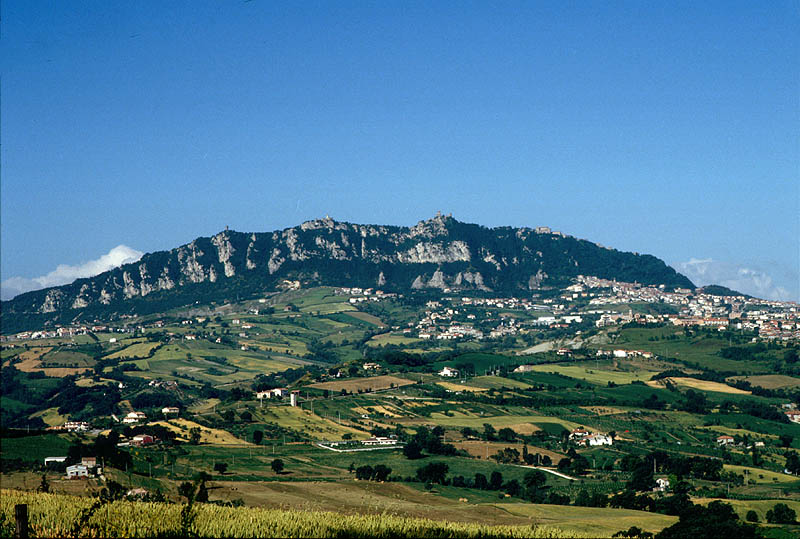
مونتي تيتانو كما تشاهد أبراج سان مارينو الثلاث من مسافة بعيدة.

مونتي تيتانو أو جبل تيتانو (بالإيطالية: Monte Titano)‏ هو أعلى قمة جبلية في جمهورية سان مارينو في سلسلة جبال الأبينيني ويصل ارتفاعه إلى 749 مترا ويقع مباشرة إلى الشرق من سان مارينو المدينة عاصمة جمهورية سان مارينو .
ويوجد بالجبل ثلاثة قمم تحوي كل قمة برجا للمراقبة تكون ثلاثتها الأبراج الثلاثة لسان مارينو . كما أن الجبل يصنف بين مواقع التراث العالمي في سان مارينو.

## معرض

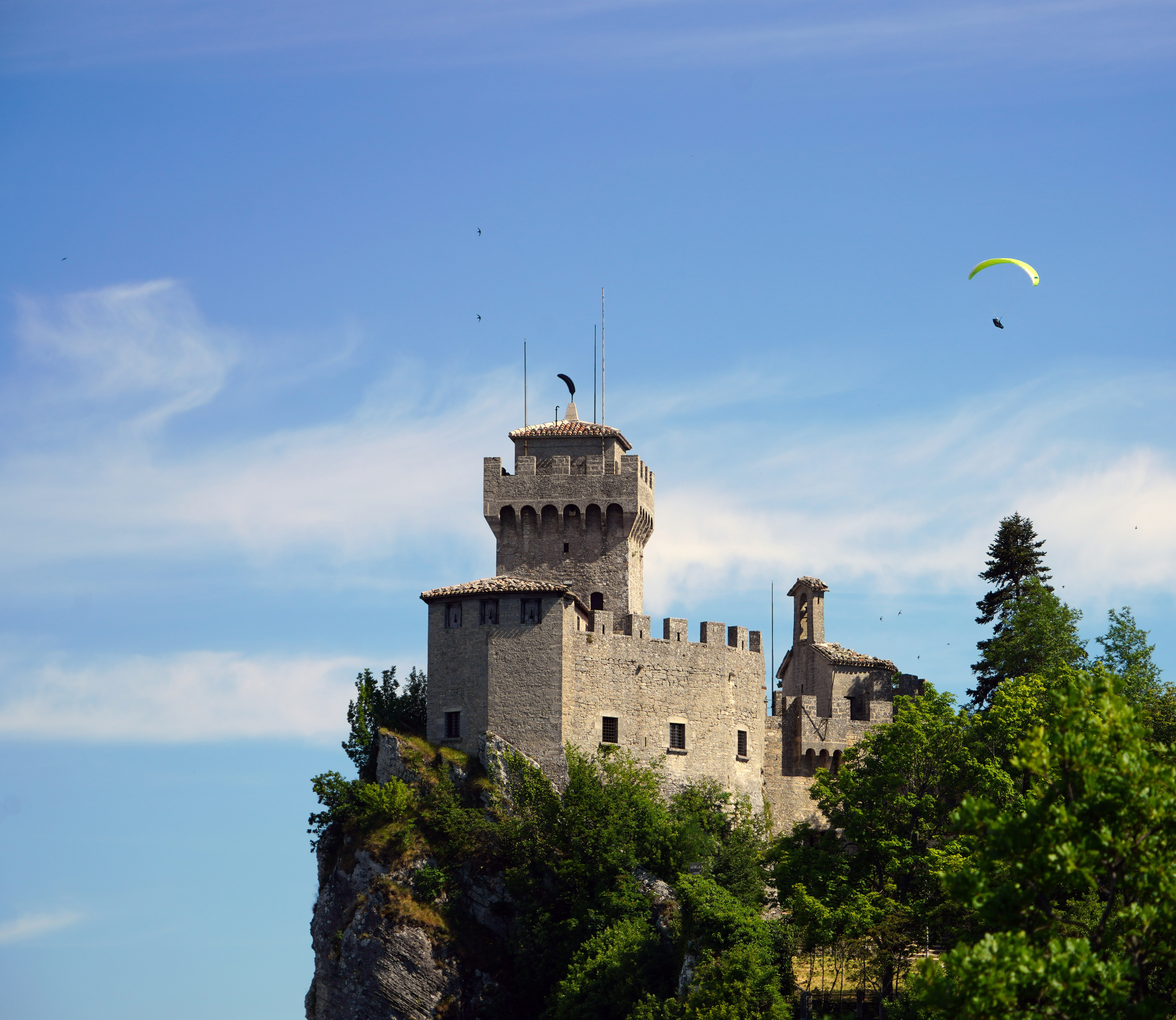
البرج الثاني في سان مارينو
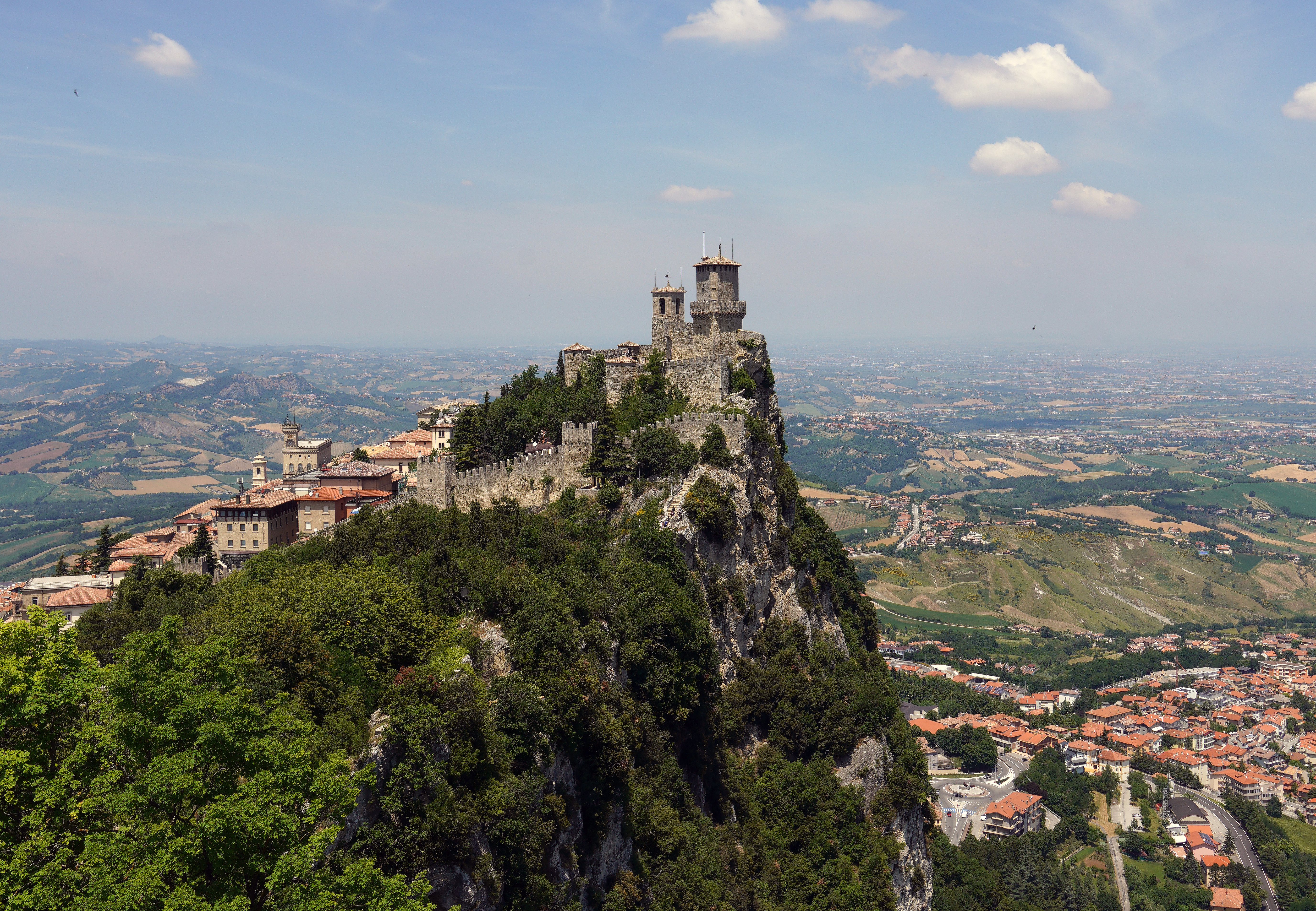
قلعة كوايتا
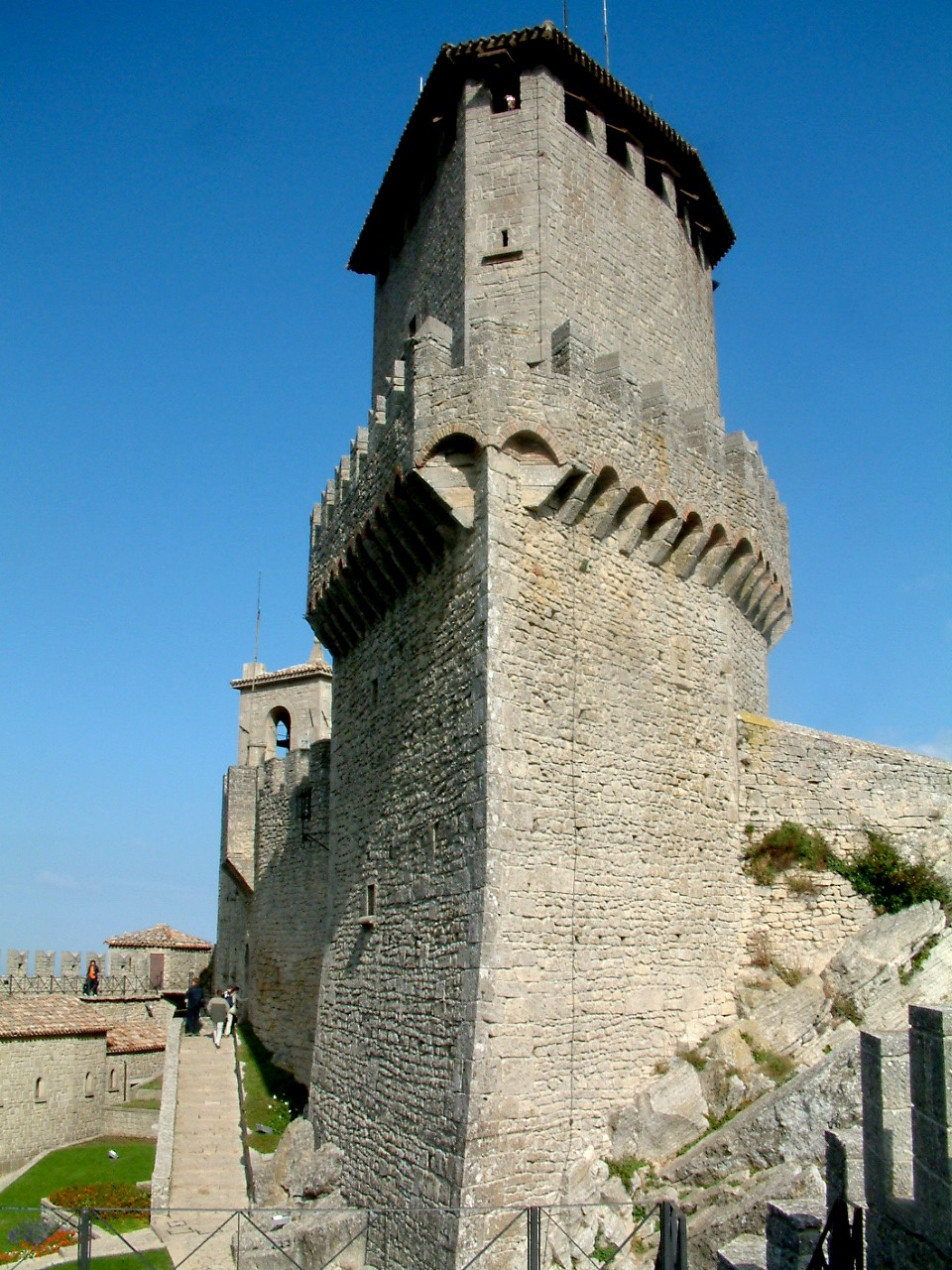
برج في القلعة